# Neoepiscardia paramecis
Neoepiscardia paramecis är en fjärilsart som beskrevs av László Anthony Gozmány. Neoepiscardia paramecis ingår i släktet Neoepiscardia och familjen äkta malar. Inga underarter finns listade i Catalogue of Life.